# توني سكانلان
توني سكانلان (بالإنجليزية: Toni Scanlan)‏ هي ممثلة أسترالية، ولدت في 2 أبريل 1956 في برث في أستراليا.

## وصلات خارجية
- توني سكانلان على موقع IMDb (الإنجليزية)
- توني سكانلان على موقع قاعدة بيانات الفيلم (الإنجليزية)